# Judaica-Portal
Das Judaica-Portal ist ein Metakatalog zu Judaica-Beständen, der vom Selma Stern Zentrums für Jüdische Studien Berlin-Brandenburg und der Universitätsbibliothek Potsdam in Zusammenarbeit mit dem Kooperativen Bibliotheksverbund Berlin-Brandenburg (KOBV) aufgebaut wurde. Es ermöglicht die gezielte Suche in den Judaica-Beständen der beteiligten Institutionen, im Artikelindex RAMBI (The Index of Articles on Jewish Studies) der Israelischen Nationalbibliothek und in den Digitalen Sammlungen Judaica der UB Frankfurt am Main. Das Portal basiert auf dem Discovery Service Albert, einer Eigenentwicklung des KOBV, wird stetig weiterentwickelt und um weitere Datenquellen ergänzt. Nach der Beteiligung von vier Hamburger Bibliotheken am Judaica-Portal Berlin-Brandenburg wurde es 2020 in Judaica-Portal umbenannt.

## Beteiligte Bibliotheken
- Universitätsbibliothek Potsdam
- Universitätsbibliothek der Freien Universität Berlin
- Universitätsbibliothek der Humboldt-Universität zu Berlin
- Bibliothek Institut Kirche und Judentum
- Universitätsbibliothek der Europa-Universität Viadrina Frankfurt (Oder)
- Bibliothek des Zentrums für Antisemitismusforschung der Technischen Universität Berlin
- Bibliothek des Abraham Geiger Kollegs
- Bibliothek des Moses Mendelssohn Zentrums für europäisch-jüdische Studien
- Bibliothek des Jüdischen Museums Berlin
- Staatsbibliothek zu Berlin - Preußischer Kulturbesitz
- Universitätsbibliothek Johann Christian Senckenberg Frankfurt am Main
- Bibliothek der Jüdischen Gemeinde zu Berlin
- Bibliotheken des Deutschen Archäologischen Instituts (DAI)
- Universitätsbibliothek der Filmuniversität Babelsberg Konrad Wolf
- Joseph Wulf Mediothek – Haus der Wannsee-Konferenz (Berlin)
- Staats- und Universitätsbibliothek Hamburg
- Bibliothek des Institut für die Geschichte der deutschen Juden
- Bibliothek der Jüdischen Gemeinde Hamburg
- Library of Jewish Scepticism – Bibliothek des Maimonides Centre for Advanced Studies, Universität Hamburg
- Bibliothek des Ibero-Amerikanischen Instituts
- Bibliothek des Leibniz-Instituts für jüdische Geschichte und Kultur – Simon-Dubnow
- Fachbereichsbibliothek Judaistik an der Universitätsbibliothek der Universität Wien
- Digitalisate des Leo Baeck Institut New York
- Bibliothek Albert Einstein der Hochschule für Jüdische Studien Heidelberg
- Bibliothek für Bildungsgeschichtliche Forschung des DIPF (BBF)
- Bibliothek des Europäischen Zentrums für Jüdische Musik
- Bibliothek der Hochschule für Musik FRANZ LISZT Weimar
- Zentral- und Landesbibliothek Berlin (ZLB) mit Berlin-Bibliographie
- Universitäts- und Landesbibliothek Sachsen-Anhalt mit Regionalbibliographie Sachsen-Anhalt
- Sächsische Regionalbibliographie Saxonica der Sächsische Landesbibliothek – Staats- und Universitätsbibliothek Dresden
- Landesbibliographie Baden-Württemberg
- Lizenzen des FID Jüdische Studien

## Entwicklungsgeschichte
| Datum          | Releases                                                            | neue Funktionen                                         | neue Quellen |
| -------------- | ------------------------------------------------------------------- | ------------------------------------------------------- | --- |
| April 2025     | Version 3.19.2                                                      | keine                                                   | Landesbibliographie Baden-Württemberg |
| Oktober 2024   | Version 3.18.1                                                      | keine                                                   | Universitäts- und Landesbibliothek Sachsen-Anhalt mit Regionalbibliographie Sachsen-Anhalt |
| Mai 2024       | Version 3.14.0                                                      | keine                                                   | Zentral- und Landesbibliothek Berlin (ZLB) mit Berlin-Bibliographie |
| Juni 2023      | Version 3.13.3                                                      | keine                                                   | Bibliothek der Hochschule für Musik FRANZ LISZT Weimar |
| September 2022 | Version 3.12.0                                                      | Nachweis der Volltexte von RAMBI in Details             | Bibliothek für Bildungsgeschichtliche Forschung des DIPF (BBF), Bibliothek des Europäischen Zentrums für Jüdische Musik und Lizenzen des FID Jüdische Studien                                 |
| September 2021 | Version 3.8.0                                                       | keine                                                   | Bibliothek Albert Einstein der Hochschule für Jüdische Studien Heidelberg und Sächsische Regionalbibliographie Saxonica                                                                       |
| April 2021     | Version 3.7.0                                                       | keine                                                   | Fachbereichsbibliothek Judaistik an der Universitätsbibliothek der Universität Wien und Digitalisate des Leo Baeck Institut New York                                                          |
| Oktober 2020   | Version 3.5.0                                                       | keine                                                   | Ibero-Amerikanisches Institut und Leibniz-Institut für jüdische Geschichte und Kultur – Simon-Dubnow                                                                                          |
| Juni 2020      | Version 3.4.0                                                       | Facette für Regionalauswahl                             | keine |
| Februar 2020   | Version 3.3.0                                                       | keine                                                   | Staats- und Universitätsbibliothek Hamburg, Institut für die Geschichte der deutschen Juden, Bibliothek der Jüdischen Gemeinde Hamburg, Bibliothek des Maimonides Centre for Advanced Studies |
| Juni 2019      | Version 3.0.0                                                       | Volltextnachweis in RAMBI besser sichtbar, Facette Jahr | keine |
| Januar 2019    | Version 2.10                                                        | Verfügbarkeitsanzeige                                   | Deutsches Archäologisches Institut, Filmuniversität Babelsberg, Wulf Mediothek - Haus der Wannsee-Konferenz (Berlin)                                                                          |
| Juni 2018      | Version 2.9                                                         | Dublettencheck, Hierarchie-Analyse                      | Digitale Sammlung Judaica der Universitätsbibliothek Johann Christian Senckenberg |
| Juni 2017      | Initial Release                                                     |                                                         | |
| Dezember 2005  | Initial Release des Vorgängers Verbundkatalog Judaica (VK Judaica). |                                                         | |